# بييترو رافا
بييترو رافا (بالإيطالية: Pietro Rava)‏ (مواليد 21 يناير 1916) هو لاعب كرة قدم. يلعب مع منتخب إيطاليا لكرة القدم. سبق له أن لعب في كأس العالم لكرة القدم مع منتخب بلاده.

## مسيرته الكروية
لعب بييترو رافا خلال مسيرته الاحترافية مع 3 أندية في ستة عشر موسمًا وسجل خلالها 19 هدفًا ضمن 352 مباراة. حيث فاز في موسمين بالكأس وموسمين بالدوري.
خاض بييترو رافا مسيرته مع نادي ألساندريا في موسم 1934–35 في المرة الأولى لمدة موسم واحد ثم في موسم 1946–47 لمدة موسم واحد، مشاركًا طوالها في 38 مباراة سجل خلالها 5 أهداف. ثم انتقل إلى نادي يوفنتوس في موسم 1935–36 في المرة الأولى ليلعب معه تسعة مواسم ثم في موسم 1947–48 واستمر معه طيلة ثلاثة مواسم، حيث شارك طوالها في 289 مباراة سجل خلالها 13 هدفًا. لينتقل بعدها إلى نادي نوفارا في موسم 1950–51 ولمدة موسمين، مشاركًا في 25 مباراة سجل خلالها هدفا وحيدًا.

## روابط خارجية
- بييترو رافا على موقع الاتحاد الدولي (مؤرشف)  (الإنجليزية)
- بييترو رافا على موقع قاعدة بيانات كرة القدم.إي يو (الإنجليزية)
- بييترو رافا على موقع ناشيونال فوتبول تيمز (الإنجليزية)
- بييترو رافا على موقع عالم كرة القدم.نت (الإنجليزية)
- بييترو رافا على موقع أوليمبيديا (الإنجليزية)
- بييترو رافا على موقع اللجنة الأولمبية الإيطالية (الإيطالية)